# Uruguays herrlandslag i fotboll
Uruguays herrlandslag i fotboll representerar Uruguay i fotboll på herrsidan. De var tillsammans med Argentina det första fotbollslandslaget utanför Europa. Sedan 1901 har man snart spelat 200 matcher mot grannlandet i väst, vilket gör dem till de landslag som har spelat flest interna landskamper. Uruguay är det minsta landet som har vunnit ett VM-guld. 1924 var man det första sydamerikanska landslaget som deltog i Olympiska spelen. Landslaget kallas populärt för La Celeste (de himmelsblå) eller Los Charrúas (efter namnet på det uruguayanska ursprungsfolket charrúa).

## Historia

### Fotbollens grund i Uruguay

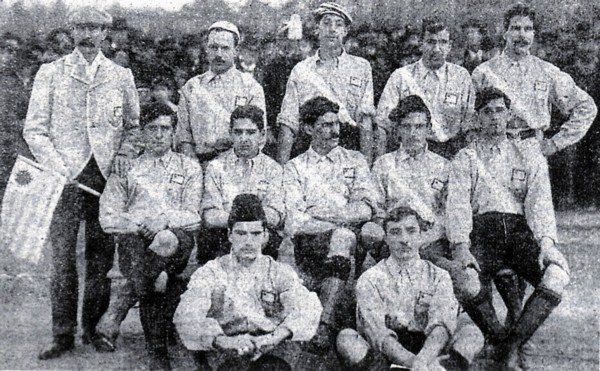
Uruguays landslag inför den första officiella matchen 1902. Från vänster, bak: Linier, M. Nebel, L. Carbone, A. Peixoto, E. Sardeson; mitten: B. Céspedes, G. Rincón, J. Sardeson, E. Reyes, C. Céspedes; främre raden: C. Urioste och G. Arímalo.

Historiskt sett har fotboll varit ett grundläggande element i konsolideringen av Uruguayas nationalitet och den internationella projiceringen av Uruguay som ett land i början av 1900-talet. Brittiska immigranter introducerade fotbollen i landet redan under 1880-talet, då Montevideo Rowing Club (grundad 1861) och Montevideo Cricket Club (grundad 1874) startade egna fotbollslag. Dessa lag spelade den första klubbfotbollsmatchen i landet den 6 juni 1881, som dömdes av den brittiska ambassadören i Uruguay. Den 1 juni 1891 grundade Henry "Enrique" Lichtenberger det första renodlade fotbollslaget i landet, Football Association, som några månader senare bytte namn till Albion Football Club. Lichtenberger var även en av grundarna och initiativtagarna till den uruguayanska fotbollsligan. Den 30 mars 1900 grundades landet fotbollsförbund under namnet Uruguay Association Foot-ball League (Asociación Uruguaya de Fútbol, AUF), och förbundets första president var Pedro Charter. Förbundet grundades i syfte att starta en liga samt ett landslag. 
Uruguay spelade sin första landskamp i Montevideo den 16 maj 1901 mot Argentina, som slutade med en 2–3 förlust. Denna match var den första matchen som spelades utanför de brittiska öarna. Den första officiella matchen spelades nästkommande år, den 20 juli 1902.

### Internationella triumfer
Uruguay vann det första sydamerikanska mästerskapet 1916. Uruguay dominerade världsfotbollen i början av 1900-talet, med OS-guld både 1924 och 1928, och Fifa förlade den första VM-turneringen till Uruguay 1930, där det slutade med ett segrande hemmalag på Estadio Centenario. Uruguay vann sin grupp före Rumänien och Peru och de vann med 6–1 i sin semifinal mot Jugoslavien. Héctor Castro 
gjorde matchens enda mål i öppningsmatchen och blev Uruguays första målskytt i VM. 
Uruguay tog ledningen i finalen i början av matchen genom Pablo Dorado, men Argentina hämtade sig snabbt och innan första halvleken var över hade de både kvitterat och tagit ledningen genom Carlos Peucelle och Guillermo Stábile. Uruguay kunde vända på finalen genom mål av Pedro Cea, Santos Iriarte och Héctor Castro till slutresultatet 4–2. Den uruguayanska lagkaptenen José Nasazzi blev därmed den förste spelaren att ta emot VM-pokalen av FIFA-presidenten Jules Rimet. Dagen efter finalen förklarades nationell helgdag i Uruguay.
VM 1934 spelades i Italien, och Uruguay och flera andra sydamerikanska lag ställde då inte upp eftersom flera europeiska lag som skulle kommit till VM i Uruguay 1930 inte dök upp. Detta är den officiella historien enligt Fifa, men uruguayaner påstår att landet bojkottade VM 1934 eftersom värdlandet, Italien, styrdes av en fascistisk regim. Uruguay var också ett av de sydamerikanska lag som bojkottade VM 1938 i Frankrike, då Fifa förlagt turneringen dit trots ett tidigare avtal om att växla arrangörsland av turneringen mellan Europa och Sydamerika.
Uruguay tog 1950 den andra VM-titeln efter att ha vunnit den avgörande matchen mot hemmafavoriten Brasilien. Det hade för hemmanationen räckt med oavgjort för att säkra guldet men inför 199 854 åskådare på den gigantiska Maracanã i Rio de Janeiro segrade Uruguay med 2–1. Uruguay har sedan deltagit i VM-slutspelen utan att nå upp till samma framgångar. Den bästa VM-noteringen efter 1950 är fjärdeplatserna 1954 i Schweiz, 1970 i Mexiko och 2010 i Sydafrika.
Uruguay vann tre Copa América (1983, 1987 och 1995) av tretton möjliga, från 1975 till 2007. 1980 vann man inbjudningsturneringen Mundialito 1980, som spelades i Uruguay vars deltagande lag hade vunnit VM. Uruguay räknades inte längre med i den yttersta världseliten när framgångarna i mästerskap uteblev.
2010 skulle bli vändningen på det. Under kvalet hade Uruguay det trögt men lyckades ta sig till en femteplats där man mötte Costa Rica i playoff. Efter 1–0 borta och 1–1 hemma var man klara för VM. Gruppspelet under VM gick bra och man vann mot Sydafrika (3–0) och Mexiko (1–0). Mot Frankrike blev det 0–0. I åttondelsfinal slogs Sydkorea ut av Suarez' klassmål men i kvartsfinalen blev det problem mot Ghana. Afrikanerna tog ledningen med 1–0 före paus men Uruguay utjämnade till 1–1. Resultatet stod sig till full tid, men i sista förlängningsminuten tog Suarez hands i straffområdet och Ghana fick straff men Gyan sköt i ribban. Uruguay kunde sen vinna på straffar. I semifinalen kunde man inte möta Nederländerna utan föll med 2–3 och istället blev för final blev det bronsmatch mot Tyskland, som man förlorade med samma siffror under semifinalen. Uruguay är det landslag med flest framgångar i Copa América, med 15 vunna titlar.
Laget deltog vid Fifa Confederations Cup 2013 i Brasilien, och slutade på en fjärdeplats i sitt andra deltagande i turneringen. Detta var samma resultat som i Fifa Confederations Cup 1997 i Saudiarabien, då man även där tog en fjärdeplacering. Under Fifa Confederations Cup 2013 blev Diego Forlán den förste spelaren i landslaget som hade kommit upp i 100 spelade landskamper.

## Nationalarena

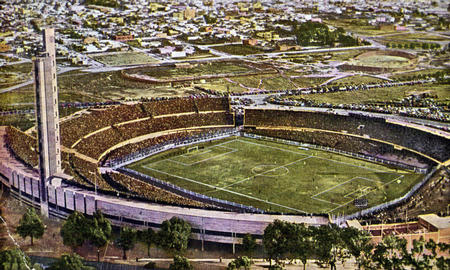
Estadio Centenario 1930

Sedan 1930 spelar Uruguay sina hemmamatcher i Montevideos största arena Estadio Centenario, som byggdes för det första världsmästerskapet i fotboll. Arenan ritades av arkitekten Juan Antonio Scasso och den började byggas den 21 juli 1929,  ett år före öppningsmatchen i VM. Det tog 8 månader från byggstart tills att den stod färdig. I VM-finalen 1930 mellan Uruguay och Argentina uppskattas publiksiffran varit mellan 95 000 och 100 000 åskådare. Arenan har numera en totalkapacitet på 76 609 platser varav 65 235 är sittplatser.
I arenans arkitektur återfinns mycket symbolik. Ett av de mest distinkta är det 100 meter höga torn, Torre de los Homenajes (hyllningstornet), till dem som krigade för Uruguays självständighet. De nio våningar som finns i tornet representerar Uruguays nio ränder på flaggan (ursprungliga antalet provinser/departement). Läktarnas fyra sidor bär namn på landslagets stora vinster: America (långsida), för deras vinst i Copa America 1923 och 1926. Tribuna Olimpica (Torre de los Homenajes ligger på den här sidan), Colombes och Amsterdam markerar landslagets vinster i Olympiska Spelen 1924 i Paris samt 1928 i Amsterdam.

## Meritlista

### Copa América
Följande tabeller visar lagets placeringar i det Sydamerikanska mästerskapet, som efter 1975 kom att heta Copa América.
| Sydamerikanska mästerskapet | · 16 | · 17 | · 19 | · 20 | · 21 | · 22 | · 23 | · 24 | · 25 | · 26 | · 27 | · 29 | · 35 | · 37 | · 39 | · 41 | · 42 | · 45 | · 46 | · 47 | · 49 | · 53 | · 55 | · 56 | · 57 | · 59 | · 59 | · 63 | · 67 |
| --------------------------- | ---- | ---- | ---- | ---- | ---- | ---- | ---- | ---- | ---- | ---- | ---- | ---- | ---- | ---- | ---- | ---- | ---- | ---- | ---- | ---- | ---- | ---- | ---- | ---- | ---- | ---- | ---- | ---- | ---- |
| Uruguay                     | 1    | 1    | 2    | 1    | 3    | 1    | 1    | 1    |      | 1    | 2    | 3    | 1    | 3    | 2    | 2    | 1    | 4    | 4    | 3    | 6    | 3    | 4    | 1    | 3    | 6    | 1    |      | 1    |
| Upplaga                     | 1    | 2    | 3    | 4    | 5    | 6    | 7    | 8    | 9    | 10   | 11   | 12   | 13   | 14   | 15   | 16   | 17   | 18   | 19   | 20   | 21   | 22   | 23   | 24   | 25   | 26   | 27   | 28   | 29   |

| Copa América | H/b 75 | H/b 79 | H/b 83 | · 87 | · 89 | · 91 | · 93 | · 95 | · 97 | · 99 | · 01 | · 04 | · 07 | · 11 | · 15 | · 16 |
| ------------ | ------ | ------ | ------ | ---- | ---- | ---- | ---- | ---- | ---- | ---- | ---- | ---- | ---- | ---- | ---- | ---- |
| Uruguay      | SF     | 6      | 1      | 1    | 2    | 5    | 6    | 1    | 8    | 2    | 4    | 3    | 4    | 1    | 7    |      |
| Upplaga      | 30     | 31     | 32     | 33   | 34   | 35   | 36   | 37   | 38   | 39   | 40   | 41   | 42   | 43   | 44   | 45   |

## Matchdräkt
Landslaget använde sig av många olika mönster och färgkombinationer under åren 1901–1910; ett tag använde Argentina och Uruguay samma dräkt med vertikala ränder i vitt och ljusblått. Nationalhjälten José Artigas flagga fick stå modell för en dräkt som användes under en kort tid.
Ricardo Le Bas, delegat i Montevideo Wanderers, la fram ett förslag om att skapa en officiell uniform till landslaget inför Copa Lipton 1910. River Plate FC använde sig av ett bortaställ med ljusblå tröja när de vann Uruguayanska mästerskapet 1909 för andra gången. Som en hyllning till River Plate, som var en av de fyra största klubbarna i Uruguay under sekelskiftet, bestämdes det att landslaget skulle bära en himmelsblå tröja med vita byxor (som senare kom att ändras till svarta byxor).
Under Sydamerikanska mästerskapet 1935 användes ett ställ med röd tröja. Den kom senare att användas som bortaställ under perioden 1991–2010. 
| 1889 · (Montevideo CC) | 1901 · (Albion FC) | 1901–1910 | 1901–1910 | 1901–1910 | 1901–1910 | 1901–1910 | 1935 | Sedan 1910 |

### Matchställ 2010–2012
- Hemmaställ: Himmelsblå tröja, svarta kortbyxor och svarta strumpor.
- Bortaställ: Helvitt ställ med himmelsblå detaljer.
- Övriga ställ: Olika kombinationer på tröja, kortbyxor och strumpor av färgerna himmelsblått, svart och vitt.
- Typsnitt (stilsort) på text och siffror: Crepello av Paul Barnes[4]

| Hemmaställ | Bortaställ | Kombination 1                 | Kombination 2 | Kombination 3 | Kombination 4 | Kombination 5                        |
|            |            | Match om tredjepris i VM 2010 |               |               |               | Kvartsfinalmatch i Copa América 2011 |
| ---------- | ---------- | ----------------------------- | ------------- | ------------- | ------------- | ------------------------------------ |

### Matchställsleverantörer
| Matchställsleverantör | Matchställsleverantör | Matchställsleverantör | Matchställsleverantör | Matchställsleverantör | Matchställsleverantör | Matchställsleverantör | Matchställsleverantör | Matchställsleverantör |
| --------------------- | --------------------- | --------------------- | --------------------- | --------------------- | --------------------- | --------------------- | --------------------- | --------------------- |
| År                    | 1978–1984             | 1984–1987             | 1987–1991             | 1992–1998             | 1998–2004             | 2004–2006             | 2007-2024             | Sedan 2024            |
| Tröjleverantör        | Adidas                | Le Coq Sportif        | Puma                  | NR Ennerre            | FUF                   | Uhlsport              | Puma                  | Nike                  |

## Spelare

### Spelartrupp
Följande 26 spelare var uttagna i truppen till Världsmästerskapet i fotboll 2022.
Mål och matcher är korrekta per den 24 November 2022
| Nr | Pos. | Namn                   | Födelsedatum (ålder) | Matcher | Mål |           | Klubb                |
| -- | ---- | ---------------------- | -------------------- | ------- | --- | --------- | -------------------- |
| 1  | MV   | Fernando Muslera       | 16 juni 1986         | 133     | 0   | Turkiet   | Galatasaray          |
| 12 | MV   | Sebastián Sosa         | 19 augusti 1986      | 1       | 0   | Argentina | Independiente        |
| 23 | MV   | Sergio Rochet          | 23 mars 1993         | 9       | 0   | Uruguay   | Nacional             |
|    |      |                        |                      |         |     |           |                      |
| 2  | F    | José María Giménez     | 20 januari 1995      | 79      | 8   | Spanien   | Atlético Madrid      |
| 3  | F    | Diego Godín            | 16 februari 1986     | 160     | 8   | Argentina | CA Vélez Sarsfield   |
| 4  | F    | Ronald Araújo          | 7 mars 1999          | 12      | 0   | Spanien   | FC Barcelona         |
| 13 | F    | Guillermo Varela       | 24 mars 1993         | 10      | 0   | Brasilien | Flamengo             |
| 16 | F    | Mathías Olivera        | 31 oktober 1997      | 9       | 0   | Italien   | Napoli               |
| 17 | F    | Matías Viña            | 9 november 1997      | 27      | 0   | Italien   | Roma                 |
| 19 | F    | Sebastián Coates       | 7 oktober 1990       | 47      | 1   | Portugal  | Sporting Lissabon    |
| 22 | F    | Martín Cáceres         | 7 april 1987         | 116     | 4   | USA       | LA Galaxy            |
| 26 | F    | José Luis Rodríguez    | 14 mars 1997         | 0       | 0   | Uruguay   | Nacional             |
|    |      |                        |                      |         |     |           |                      |
| 5  | MF   | Matías Vecino          | 24 augusti 1991      | 63      | 4   | Italien   | Lazio                |
| 6  | MF   | Rodrigo Bentancur      | 25 juni 1997         | 52      | 1   | England   | Tottenham            |
| 7  | MF   | Nicolás de la Cruz     | 1 juni 1997          | 18      | 2   | Argentina | River Plate          |
| 10 | MF   | Giorgian De Arrascaeta | 1 juni 1994          | 40      | 8   | Brasilien | Flamengo             |
| 14 | MF   | Lucas Torreira         | 11 februari 1996     | 40      | 0   | Turkiet   | Galatasaray          |
| 15 | MF   | Federico Valverde      | 22 juli 1998         | 45      | 4   | Spanien   | Real Madrid          |
| 25 | MF   | Manuel Ugarte          | 11 april 2001        | 6       | 0   | Portugal  | Sporting Lissabon    |
|    |      |                        |                      |         |     |           |                      |
| 8  | A    | Facundo Pellistri      | 20 december 2001     | 8       | 0   | England   | Manchester United    |
| 9  | A    | Luis Suárez            | 24 januari 1987      | 135     | 68  | Uruguay   | Nacional             |
| 11 | A    | Darwin Núñez           | 24 juni 1999         | 14      | 3   | England   | Liverpool            |
| 18 | A    | Maxi Gómez             | 14 augusti 1996      | 27      | 4   | Turkiet   | Trabzonspor          |
| 20 | A    | Facundo Torres         | 13 april 2000        | 10      | 0   | USA       | Orlando              |
| 21 | A    | Edinson Cavani         | 14 februari 1987     | 134     | 58  | Spanien   | Valencia             |
| 24 | A    | Agustín Canobbio       | 1 oktober 1998       | 3       | 0   | Brasilien | Athletico Paranaense |

| #  | Spelare             | Karriär   | Matcher |
| -- | ------------------- | --------- | ------- |
| 1  | Diego Godín         | 2005–     | 160     |
| 2  | Luis Suárez         | 2007–     | 135     |
| 3  | Edinson Cavani      | 2008–     | 134     |
| 4  | Fernando Muslera    | 2009–     | 133     |
| 5  | Maxi Pereira        | 2005–2018 | 125     |
| 6  | Martín Cáceres      | 2007–     | 116     |
| 7  | Diego Forlán        | 2002–2014 | 112     |
| 8  | Cristian Rodríguez  | 2003–2018 | 110     |
| 9  | Diego Lugano        | 2003–2014 | 95      |
| 10 | Egidio Arévalo Ríos | 2006–2017 | 90      |

| # | Spelare         | Karriär   | Mål | Matcher | Målsnitt |
| - | --------------- | --------- | --- | ------- | -------- |
| 1 | Luis Suárez     | 2007–     | 68  | 135     | 0.5      |
| 2 | Edinson Cavani  | 2008–     | 58  | 134     | 0.43     |
| 3 | Diego Forlán    | 2002–2014 | 36  | 112     | 0.32     |
| 4 | Héctor Scarone  | 1917–1930 | 31  | 51      | 0.61     |
| 5 | Ángel Romano    | 1913–1927 | 28  | 69      | 0.41     |
| 6 | Óscar Míguez    | 1950–1958 | 27  | 39      | 0.69     |
| 7 | Sebastián Abreu | 1996–2012 | 26  | 70      | 0.37     |
| 8 | Pedro Petrone   | 1923–1930 | 24  | 28      | 0.86     |
| 9 | Fernando Morena | 1971–1983 | 22  | 53      | 0.42     |
| 9 | Carlos Aguilera | 1982–1997 | 22  | 64      | 0.34     |